# 武富茂子
武富 茂子（たけとみ しげこ）は1971年（昭和46年）のミス・ユニバース日本代表である。

## 来歴・人物
東京都府中市出身。小学校時代は水泳選手でオリンピック出場を夢見ていた。東京女子体育短期大学を卒業し、化粧品会社に勤めていた21歳のときミス・ユニバースに応募し、関東地区代表となった。1971年（昭和46年）3月27日、大阪市のABCホールで開かれた日本大会で代表に選出された。チャームポイントは「明朗さと健康美」夢は「楽しい奥さんになること」と語った。同年7月にアメリカ合衆国マイアミビーチで開かれた世界大会に出場し、『トップ12』を獲得した。
1973年（昭和48年）会社員の男性と結婚した。